# The Ultimate Fighter
The Ultimate Fighter, ou L'Ultime combattant au Québec, est à la fois une série de téléréalité et une compétition de MMA, originaire des États-Unis et produite par Spike TV et l'Ultimate Fighting Championship. Elle est diffusée au Canada par les chaînes TSN/RDS.
Dans cette émission, des combattants professionnels de MMA encore peu connus du grand public, vivent isolés le temps de la série dans une maison située près de Las Vegas et s'affrontent pour le titre de  The Ultimate Fighter. Les compétiteurs sont divisés en deux équipes, chacune est typiquement entrainée par un athlète reconnu de l'organisation. Le vainqueur de la saison se garantit alors un contrat de plusieurs centaines de milliers de dollars et plusieurs combats au sein de l'UFC.
Le 4 février 2023, Dana White annonce sur son compte Instagram la 31e saison du TUF, qui aura lieu entre le 30 mai et le 15 août 2023, avec pour entraineurs Conor McGregor vs. Michael Chandler.

## Saisons
| No.                                                                                | Saison                                                                                   | Entraîneurs                                                                      | Catégorie de poids                   | Finaliste(s)                   | Vainqueur(s)                   |
| ---------------------------------------------------------------------------------- | ---------------------------------------------------------------------------------------- | -------------------------------------------------------------------------------- | ------------------------------------ | ------------------------------ | ------------------------------ |
| 1                                                                                  | The Ultimate Fighter 1 17 janvier 2005 - 9 avril 2005                                    | Chuck Liddell Randy Couture                                                      | Poids moyens (m) Poids mi-lourds (m) | Kenny Florian Stephan Bonnar   | Diego Sanchez Forrest Griffin  |
| 2                                                                                  | The Ultimate Fighter 2 22 août 2005 - 5 novembre 2005                                    | Matt Hughes Rich Franklin                                                        | Poids mi-moyens (m) Poids lourds (m) | Luke Cummo Brad Imes           | Joe Stevenson Rashad Evans     |
| 3                                                                                  | The Ultimate Fighter 3 6 avril 2006 - 24 juin 2006                                       | Tito Ortiz Ken Shamrock                                                          | Poids moyens (m) Poids mi-lourds (m) | Ed Herman Josh Haynes          | Kendall Grove Michael Bisping  |
| 4                                                                                  | The Ultimate Fighter 4: The Comeback 17 août 2006 - 11 novembre 2006                     | Plusieurs combattants ont entrainé les deux équipes : Équipe Mojo Équipe No Love | Poids mi-moyens (m) Poids moyens (m) | Chris Lytle Patrick Côté       | Matt Serra Travis Lutter       |
| 5                                                                                  | The Ultimate Fighter 5 5 avril 2007 - 23 juin 2007                                       | Jens Pulver B.J. Penn                                                            | Poids légers (m)                     | Manny Gamburyan                | Nate Diaz                      |
| 6                                                                                  | The Ultimate Fighter: Team Hughes vs. Team Serra 19 septembre 2007 - 8 décembre 2007     | Matt Hughes Matt Serra                                                           | Poids mi-moyens (m)                  | Tommy Speer                    | Mac Danzig                     |
| 7                                                                                  | The Ultimate Fighter: Team Rampage vs. Team Forrest 2 avril 2008 - 21 juin 2008          | Quinton Jackson Forrest Griffin                                                  | Poids moyens (m)                     | CB Dollaway                    | Amir Sadollah                  |
| 8                                                                                  | The Ultimate Fighter: Team Nogueira vs. Team Mir 17 septembre 2008 - 13 décembre 2008    | Antônio Rodrigo Nogueira Frank Mir                                               | Poids légers (m) Poids mi-lourds(m)  | Phillipe Nover Vinny Magalhães | Efrain Escudero Ryan Bader     |
| 9                                                                                  | The Ultimate Fighter: United States vs. United Kingdom 1er avril 2009 - 20 juin 2009     | Dan Henderson Michael Bisping                                                    | Poids légers (m) Poids mi-moyens (m) | Andre Winner DaMarques Johnson | Ross Pearson James Wilks       |
| 10                                                                                 | The Ultimate Fighter: Heavyweights 16 septembre 2009 - 5 décembre 2009                   | Quinton Jackson Rashad Evans                                                     | Poids lourds (m)                     | Brendan Schaub                 | Roy Nelson                     |
| 11                                                                                 | The Ultimate Fighter: Team Liddell vs. Team Ortiz 31 mars 2010 - 19 juin 2010            | Chuck Liddell Tito Ortiz/Rich Franklin                                           | Poids moyens (m)                     | Kris McCray                    | Court McGee                    |
| 12                                                                                 | The Ultimate Fighter: Team GSP vs. Team Koscheck 15 septembre 2010 - 4 décembre 2010     | Georges St-Pierre Josh Koscheck                                                  | Poids légers (m)                     | Michael Johnson                | Jonathan Brookins              |
| 13                                                                                 | The Ultimate Fighter: Team Lesnar vs. Team dos Santos 30 mars 2011 - 4 juin 2011         | Brock Lesnar Junior dos Santos                                                   | Poids mi-moyens (m)                  | Ramsey Nijem                   | Tony Ferguson                  |
| 14                                                                                 | The Ultimate Fighter: Team Bisping vs. Team Miller September 21, 2011 - December 3, 2011 | Michael Bisping Jason Miller                                                     | Poids coqs (m) Poids plumes (m)      | TJ Dillashaw Dennis Bermudez   | John Dodson Diego Brandao      |
| 15                                                                                 | The Ultimate Fighter: Live 9 mars 2012 - 1er juin 2012                                   | Dominick Cruz Urijah Faber                                                       | Poids légers (m)                     | Al Iaquinta                    | Michael Chiesa                 |
| -                                                                                  | The Ultimate Fighter: Brazil 25 mars 2012 - 23 juin 2012                                 | Vitor Belfort Wanderlei Silva                                                    | Poids plumes (m) Poids moyens (m)    | Godofredo Pepey Sergio Moraes  | Rony Jason Cezar Ferreira      |
| 16                                                                                 | The Ultimate Fighter: Team Carwin vs. Team Nelson 14 septembre 2012 - 15 décembre 2012   | Shane Carwin Roy Nelson                                                          | Poids mi-moyens (m)                  | Mike Ricci                     | Colton Smith                   |
| -                                                                                  | The Ultimate Fighter: The Smashes 19 septembre 2012 - 14 décembre 2012                   | Ross Pearson George Sotiropoulos                                                 | Poids légers (m) Poids mi-moyens (m) | Colin Fletcher Brad Scott      | Norman Parke Robert Whittaker  |
| 17                                                                                 | The Ultimate Fighter: Team Jones vs. Team Sonnen 22 janvier 2013 - 13 avril 2013         | Jon Jones Chael Sonnen                                                           | Poids moyens (m)                     | Uriah Hall                     | Kelvin Gastelum                |
| -                                                                                  | The Ultimate Fighter: Brazil 2 17 mars 2013 - 8 juin 2013                                | Antônio Rodrigo Nogueira Fabrício Werdum                                         | Poids mi-moyens (m)                  | William Macario                | Leonardo Santos                |
| 18                                                                                 | The Ultimate Fighter: Team Rousey vs. Team Tate 4 septembre 2013 - 30 novembre 2013      | Ronda Rousey Miesha Tate                                                         | Poids coqs (m) Poids coqs (f)        | Davey Grant Jessica Rakoczy    | Chris Holdsworth Julianna Peña |
| Pour les catégories de poids, (m) indique une catégorie masculine et (f) féminine. |                                                                                          |                                                                                  |                                      |                                |                                |